# Gady Kozma
Pour les articles homonymes, voir Kozma.
Gady Kozma est un mathématicien israélien.

## Formation et carrière
Kozma a obtenu son doctorat en 2001 à l'Université de Tel Aviv sous la direction d'Alexandre Olevskii. Il est scientifique à l'Institut Weizmann.

## Travaux
En 2005, il a démontré l’existence de la valeur limite d’échelle (c’est-à-dire pour des réseaux de plus en plus fins) des Loop Erased Random Walk (LERW) en trois dimensions et son invariance sous rotations et dilatations.
LERW consiste en une marche aléatoire, dont les boucles, qui se forment lors de son intersection, sont supprimées. Il était initié à l'étude des marches aléatoires à évitement de soi par Gregory Lawler en 1980, mais c'est un modèle indépendant dans une autre classe d'universalité. Pour D = 2, l'invariance conforme a été prouvée par Lawler, Oded Schramm et Wendelin Werner (avec Schramm Loewner Evolution, SLE) en 2004, quatre dimensions et plus ont été traitées par Lawler, la valeur limite d'échelle est le mouvement brownien, en quatre dimensions - Avec correction logarithmique. Kozma a traité le cas bidimensionnel en 2002 avec une nouvelle méthode.
En plus de la théorie des probabilités, il traite également des séries de Fourier.

## Prix et distinctions
En 2008, il a reçu le Prix Erdős et en 2010 le Prix Rollo-Davidson. Il est conférencier invité au Congrès européen de mathématiques en 2012 à Cracovie.